# يغور فيليبينكو
يغور فيليبينكو (بالبيلاروسية: Ягор Усеваладавіч Філіпенка); Егор Всеволодович Филипенко, مواليد 10 أبريل 1988 في مينسك، جمهورية بيلاروس الاشتراكية السوفيتية، هو لاعب كرة قدم بيلاروسي يلعب مع باتي بوريسوف في مركز الدفاع.
قضى معظم حياته المهنية مع نادي باتي بوريسوف الذي فاز أربع مرات متتالية بالدوري البيلاروسي الممتاز، كما احترف أيضا في روسيا وإسبانيا.
منذ عام 2007 لعب فيليبينكو أكثر من 40 مباراة دولية مع منتخب بلاده وسجل الهدف الذي أهل المنتخب إلى البطولة الأولمبية عام 2012.

## المسيرة الاحترافية

### روسيا البيضاء وروسيا
ولد فيليبينكو في مينسك وفي بداياته لعب مع فريق مينسك للشباب. ثم انضم إلى نادي باتي بوريسوف للشباب، وانتقل إلى نادي الكبار في عام 2006.
في عام 2008 انتقل إلى نادي سبارتاك موسكو، لكنه وجد صعوبات في البقاء مع الفريق بعد استقالة ستانيسلاف تشيرتشيسوف وبحث عن عدد من العقود الأخرى في الفرق الأوروبية. في 27 سبتمبر 2009 سجل فيليبينكو أول هدف لنادي موسكو في المباراة التي انتهت بالفوز 5-0 ضد فريقه السابق نادي توم تومسك.
في فبراير 2012 عاد فيليبينكو إلى ناديه السابق باتي بوريسوف، ولعب بانتظام وسجل ثلاثة أهداف في موسم 2013. كما أن النادي توج بطل الدوري البيلاروسي الممتاز أربع مرات.

### نادي مالقا
في 5 يناير 2015 وقع فيليبينكو عقدا لمدة عامين ونصف العام ليلعب في الدوري الإسباني إلى جانب نادي مالقا.

### نادي مكابي تل أبيب
بعد 11 مباراة في 18 شهراً في إسبانيا، وقع فيليبينكو عقداً لمدة سنتين مع نادي مكابي تل أبيب في 14 يونيو 2016.

### أندية لعب لها
- باتي بوريسوف
- سبارتاك موسكو
- توم تومسك
- سيبير نوفوسيبيريسك
- باتي بوريسوف
- باتي بوريسوف
- نادي مالقا
- نادي مكابي تل أبيب

## المشاركة الدولية

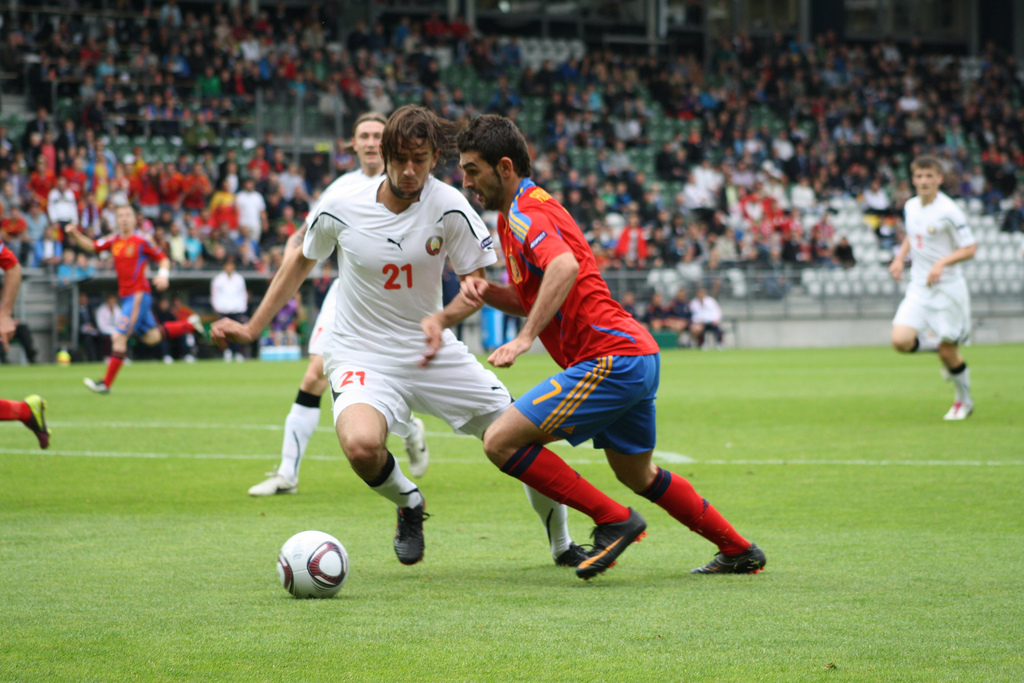
فيليبينكو في إسبانيا أمام أدريان لوبيز في عام 2011

شارك فيليبينكو دولياً لأول مرة في 12 سبتمبر 2007، حيث دخل بديلاً للاعب غينادي بليزنيوك لمدة 16 دقيقة في المباراة التي انتهت بالهزيمة 0-1 أمام منتخب سلوفينيا في مدينة تسليه، وذلك في تصفيات بطولة أمم أوروبا 2008.
في بطولة أمم أوروبا تحت 21 سنة 2011 في الدنمارك، سجل فيليبينكو الهدف الوحيد في مباراة ضد منتخب جمهورية التشيك في الدقيقة 88. وبهذا الهدف تمكن البيلاروس من المشاركة في بطولة أمم أوروبا تحت 21 سنة لأول مرة في تاريخه. إلا أن البيلاروس خسروا في مرحلة المجموعات.
أول هدف دولي له في 10 سبتمبر 2013 في تصفيات كأس العالم ضد منتخب فرنسا في الدقيقة 32. في 30 مارس 2015 قاد فيليبينكو منتخب بيلاروسيا في مباراة ودية في تركيا انتهت بالتعادل السلبي مع منتخب الغابون

### الأهداف الدولية
| ت  | التاريخ        | المكان               | الخصم | الأهداف | النتيجة | المنافسة               |
| -- | -------------- | -------------------- | ----- | ------- | ------- | ---------------------- |
| 1. | 10 سبتمبر 2013 | غوميل، روسيا البيضاء | فرنسا | 1-0     | 2-4     | تصفيات كأس العالم 2014 |

## الإنجازات
نادي باتي بوريسوف
- الدوري البيلاروسي الممتاز: 2006، 2007، 2011، 2012، 2013، 2014، 2018
- كأس السوبر البيلاروسي: 2011، 2014

نادي مكابي تل أبيب
- كأس توتو: 2017-18 [11]

## وصلات خارجية
- إيغور فيليبينكو على موقع الاتحاد الأوربي (الإنجليزية)
- إيغور فيليبينكو على موقع قاعدة بيانات كرة القدم.إي يو (الإنجليزية)
- إيغور فيليبينكو على موقع ناشيونال فوتبول تيمز (الإنجليزية)
- إيغور فيليبينكو على موقع Soccerway.com (الإنجليزية)
- إيغور فيليبينكو على موقع عالم كرة القدم.نت (الإنجليزية)
- إيغور فيليبينكو على موقع AS.com (الإسبانية)

- الملف الشخصي في Voetbal الدولية